# Natalia Málaga
Natalia María Málaga Dibós (ur. 26 stycznia 1964 w Limie) – peruwiańska siatkarka. Srebrna medalistka olimpijska z Seulu.
Brała udział w czterech igrzyskach na przestrzeni 20 lat (IO 80, IO 84, IO 88, IO 00). W 1988 Peruwianki w finale uległy reprezentacji Związku Radzieckiego. Málaga w turnieju wystąpiła w pięciu spotkaniach. Cztery lata wcześniej, na igrzyskach w Los Angeles zagrała również w pięciu meczach (czwarte miejsce). W 1982 była srebrną, a w 1986 brązową medalistką mistrzostw świata. Ma w dorobku tytuły mistrzyni Ameryki Południowej oraz medale igrzysk panamerykańskich (srebro w 1987, brąz w 1983 i 1991).